# Tischtennis-Afrikameisterschaft 1962
Die Tischtennis-Afrikameisterschaft 1962 (englisch 1962 All-Africa Championships) fand im September 1962 in der ägyptischen Stadt Alexandria statt und wurde von der African Table Tennis Federation ausgerichtet.

## Medaillengewinner
| Disziplin    | Gold                             | Silber                                    | Bronze                                                                                     |
| ------------ | -------------------------------- | ----------------------------------------- | ------------------------------------------------------------------------------------------ |
| Herreneinzel | Emmanuel Aryee Quaye             | Fawzi El-Abrashy                          | Aly El-Samaa                                                                               |
| Herreneinzel | Emmanuel Aryee Quaye             | Fawzi El-Abrashy                          | Abdou Gaafar                                                                               |
| Dameneinzel  | Ines El-Darwish                  | Ethel Jacks                               | Perihan El-Bakri                                                                           |
| Dameneinzel  | Ines El-Darwish                  | Ethel Jacks                               | Krambella                                                                                  |
| Herrendoppel | Fawzi El-Abrashy Adel Fahmy      | Emmanuel Aryee Quaye Ebenezer Okine Quaye | Medhat Aboulfetouh Galal Ezz Mamdouh Salama Mohamed Monir Taha (Kombination ungewiss)      |
| Damendoppel  | Perihan El-Bakri Ines El-Darwish | Ernestina Akuetteh Ethel Jacks            | Souheir El-Hennawi Zakieh El-Nashar Naila Naser Bahiga Sherif (Kombination ungewiss)       |
| Mixed        | Mamdouh Salama Naila Naser       | Fawzi El-Abrashy Ines El-Darwish          | Abdou Gaafar Mohamed Monir Taha Perihan El-Bakri Souheir El-Hennawi (Kombination ungewiss) |
| Herrenteam   | Ägypten                          | Ghana                                     | Nigeria                                                                                    |
| Herrenteam   | Ägypten                          | Ghana                                     | Weitere Platzierte: Sudan (4.) Kenia (5.) Mauritius (5.) Uganda (5.)                       |
| Damenteam    | Ägypten                          | Ghana                                     | Uganda                                                                                     |
| Damenteam    | Ägypten                          | Ghana                                     | Weitere Platzierte: Kenia (4.)                                                             |

## Medaillenspiegel
| Platz | Land    | Gold | Silber | Bronze | Gesamt |
| ----- | ------- | ---- | ------ | ------ | ------ |
| 1.    | Ägypten | 6    | 2      | 5      | 13     |
| 2.    | Ghana   | 1    | 5      | 0      | 6      |
| 3.    | Nigeria | 0    | 0      | 1      | 1      |
| 3.    | Uganda  | 0    | 0      | 1      | 1      |